# Delias hikarui
Delias hikarui är en fjärilsart som beskrevs av Akira Yagishita 1993. Delias hikarui ingår i släktet Delias och familjen vitfjärilar. Inga underarter finns listade i Catalogue of Life.